# Shungo Tamashiro
Shungo Tamashiro (japanisch 玉城 峻吾 Tamashiro Shungo; * 25. April 1991 in Adachi) ist ein japanischer Fußballspieler.

## Karriere
Tamashiro erlernte das Fußballspielen in der Jugendmannschaft von Mitsubishi Yowa und der Universitätsmannschaft der Universität Tsukuba. Seinen ersten Vertrag unterschrieb er 2015 bei Zweigen Kanazawa. Der Verein spielte in der zweiten japanischen Liga, der J2 League. Für den Verein absolvierte er 17 Ligaspiele. 2017 wechselte er zum Viertligisten FC Imabari nach Imabari. Am Ende der Saison 2019 stieg der Verein in die dritte Liga auf.